# Jarosław Królewski
Jarosław Królewski (ur. 26 września 1986 w Gorlicach) – polski naukowiec, programista, przedsiębiorca, inwestor, działacz sportowy i filantrop, pochodzący z Hańczowej. Wykładowca Akademii Górniczo-Hutniczej im. Stanisława Staszica w Krakowie.
Jest współzałożycielem i prezesem przedsiębiorstwa informatycznego Synerise, tworzącego oprogramowanie oparte na sztucznej inteligencji i big data. Ponadto jest większościowym akcjonariuszem i prezesem zarządu klubu piłkarskiego Wisła Kraków, a także prywatnym sponsorem lokalnych klubów piłkarskich.

## Życiorys

### Działalność naukowa
Królewski ukończył studia w Akademii Górniczo-Hutniczej w Krakowie oraz w Wyższej Szkole Bankowości i Zarządzania w Krakowie. Ukończył dwa kierunki studiów: studia magisterskie na kierunku socjologia oraz inżynierskie na kierunku informatyka. Współtworzył nowatorskie programy studiów, w tym: digital marketing, informatykę społeczną oraz e-gospodarkę, uznaną przez Ministerstwo Nauki i Szkolnictwa Wyższego za najbardziej innowacyjny kierunek studiów w Polsce w 2012 roku, dzięki czemu AGH uzyskał 1 mln zł nagrody na rozwój programu.
Królewski jest pracownikiem naukowym i dydaktycznym w AGH, gdzie od 2010 roku prowadzi zajęcia i wykłady z technologii internetowych i mobilnych oraz UX/UI. Przygotowuje doktorat. Jest ambasadorem marki Akademii. Jest także mentorem sieci Polskiego Funduszu Rozwoju, w ramach programu dla młodych firm. W 2019 roku, na 100-lecie istnienia uczelni, AGH uhonorowała Królewskiego tytułem „Absolwent AGH Junior 2018”.
Królewski jest współpomysłodawcą studiów doktoranckich „Data Science in Business and Administration” organizowanych przez Wydział Informatyki i Gospodarki Elektronicznej Uniwersytetu Ekonomicznego w Poznaniu.
Jest współautorem podręcznika E-marketing. Współczesne trendy. Pakiet startowy (Wydawnictwo Naukowe PWN, 2013) oraz książki Algokracja. Jak i dlaczego sztuczna inteligencja zmienia wszystko (wraz z Krzysztofem Rybińskim, Wydawnictwo Naukowe PWN, 2023)

### Działalność biznesowa
W latach 2000. Królewski odpowiadał m.in. za kwestie usability i user experience w agencji interaktywnej Eskadra. W 2012 roku, wraz z programistą Miłoszem Balusiem i projektantem graficznym Krzysztofem Kochmańskim, założył software house Humanoit Group. Firma stworzyła m.in. system zarządzający pracą, z zastosowaniem uczenia maszynowego i sztucznej inteligencji.
W 2013 roku powstała spółka HG Intelligence tworząca platformę analityki i automatyzacji procesów biznesowej, pod nazwą „Synerise”, łączącą big data z mechanizmami sztucznej inteligencji. Królewski został prezesem zarządu spółki. W 2016 roku firma przyjęła nazwę swojej platformy. Firma działa w sektorze sztucznej inteligencji i big data. Jest jednym z najszybciej rozwijających się przedsiębiorstw w Polsce – w 2019 roku uzyskała wycenę 85 milionów dolarów (323,5 milionów złotych), a jej wartość wciąż rośnie, w 2022 roku ogłosiła pozyskanie inwestycji w wysokości 23 mln dolarów. Królewski jest zwolennikiem wydawania części oprogramowania w formie open-source, którego przykładem jest otwarta biblioteka o nazwie Cleora.
Królewski jest określany jako “jeden z najbardziej obiecujących młodych polskich biznesmenów działających w branży technologicznej”. Zdaniem Forbesa, to “informatyk wizjoner, który pod wieloma względami przypomina młodego Billa Gatesa”. Sam Królewski określa się “deterministą technologicznym i optymistą.” Nie chce być milionerem ani miliarderem, 80 procent prywatnych dochodów rozdaje na edukację, sport i organizacje charytatywne. W 2019 roku reprezentował Polskę na dorocznym spotkaniu przywódców World Goverment Summit w Dubaju.

### Sport
W młodości (w latach 2002-2006) był piłkarzem (wówczas IV-ligowego) klubu Glinik Gorlice oraz reprezentował ten klub na najwyższym wówczas szczeblu rozgrywek juniorskich w Polsce. Grał tam z Rafałem Wisłockim, późniejszym prezesem Wisły Kraków i wiceprezesem klubu Bruk-Bet Termalica Nieciecza.
Na początku 2019 roku Królewski był inicjatorem akcji ratunkowej, która uchroniła Wisłę Kraków przed bankructwem. Wspólnie z piłkarzem Jakubem Błaszczykowskim oraz menedżerem Tomaszem Jażdżyńskim, prezesem firmy Gremi Media (wydającej dzienniki Rzeczpospolita i Parkiet), udzielił pożyczki pomostowej klubowi, w wysokości 4 milionów złotych (każdy ze wspierających po 1,33 miliona złotych). Środki przeznaczono na spłatę długów klubu wobec piłkarzy. Królewski był pomysłodawcą pionierskiej w polskim sporcie crowdfundingowej emisji akcji klubu Wisła Kraków, uruchomionej podczas restrukturyzacji i poszukiwania inwestora strategicznego. Oferowane akcje stanowiły 5,1 proc. wszystkich akcji spółki, co oznaczało, że klub został wyceniony na 74,4 mln zł. Do sprzedaży trafiło 40 tysięcy akcji, każda warta 100 zł. W ciągu doby na platformie Beesfund nabyło je 9124 inwestorów. Na udziałach klub zarobił 4 miliony zł. 13 czerwca 2020 roku o północy zakończyła się druga emisja akcji Wisły Kraków, klub zebrał dodatkowe 3 085 500 złotych.
W marcu 2019 ogłoszono zmiany w statucie i składzie rady nadzorczej Wisły – Królewski został wiceprzewodniczącym rady, pozycję piastował do roku 2021. W kwietniu 2020 został współwłaścicielem klubu Wisła Kraków.
Od kwietnia 2020 Królewski wraz z Błaszczykowskim i Jażdżyńskim był współwłaścicielem klubu. W listopadzie 2022 rada nadzorcza Wisły Kraków powołała Królewskiego na stanowisko prezesa zarządu klubu. W grudniu 2022 Królewski przejął większościowy pakiet akcji w klubie. W styczniu 2024, do wyboru nowego trenera klubu, którym został Albert Rudé, Królewski wykorzystał narzędzia oparte na sztucznej inteligencji.

### Działalność społeczna
Królewski jest twórcą i pomysłodawcą ogólnopolskiego projektu edukacyjnego „AI Schools & Academy”, pierwszego w historii Polski programu nauczania sztucznej inteligencji w polskich przedszkolach, szkołach podstawowych i średnich. Uruchomiony w 2018 roku projekt został sfinansowany przez partnerów biznesowych Synerise: Carrefour, CCC, EY, IDC, Media Expert, Microsoft, Fundacja Orange, Oriflame, Bank Pekao, Photon, PZU, Żabka. Fizycy, matematycy i informatycy prowadzili specjalne zajęcia w 1500 przedszkolach, szkołach podstawowych i średnich. Wybitni uczniowie i nauczyciele są nagradzani stypendiami. Projekt został doceniony przez ekspertów.
W latach 2018–2020 Królewski był sponsorem głównym klubu Glinik Gorlice. Wspierał również drużynę kobiecej piłki nożnej Staszkówka Jelna.
Po objęciu akcji Wisły Kraków w 2020 doprowadził, wspólnie z innymi akcjonariuszami, do uruchomienia wielu inicjatyw istotnych społecznie takich jak: kobieca drużyna piłkarska, sekcja amp futbolu, sekcja blind futbolu. Wielokrotnie finansował prywatnie społeczne zbiórki charytatywne.

## Życie prywatne
Królewski pochodzi z łemkowskiej rodziny z Hańczowej w Beskidzie Niskim. Ma żonę Aleksandrę.

## Nagrody i wyróżnienia
W listopadzie 2017 roku Królewski, wraz ze współzałożycielami Synerise Balusiem i Kochmańskim, znalazł się na liście „New Europe 100”, wyróżniającej najzdolniejszych i najlepszych obywateli Europy Wschodniej, zmieniających społeczeństwa, politykę i środowiska biznesowe regionu, przygotowanym przez Res Publica we współpracy z Funduszem Wyszehradzkim, Google i Financial Times.
W lutym 2018 Królewski reprezentował Polskę w programie EY Accelerating Entrepreneurs 2018 firmy Ernst & Young dla firm technologicznych o dużym potencjale wzrostu, wśród 30 przedsiębiorców z całego świata. W konkursie EY Przedsiębiorca Roku 2018 otrzymał nagrodę specjalną „za stworzenie spółki technologicznej, w której jej twórca umiejętnie połączył działalność akademicką z przedsiębiorczością”.
W tym samym roku Królewski zdobył nagrodę w konkursie fundacji Digital Poland „Digital Shapers”, wyróżniającym wybitne osobowości świata nowych technologii. W marcu 2019, w ramach konkursu AI Awards, Królewski otrzymał tytuł AI Person of the Year.
W 2025 roku został członkiem Forum of Young Global Leaders przy Światowym Forum Ekonomicznym.